# Leopold von Spaur

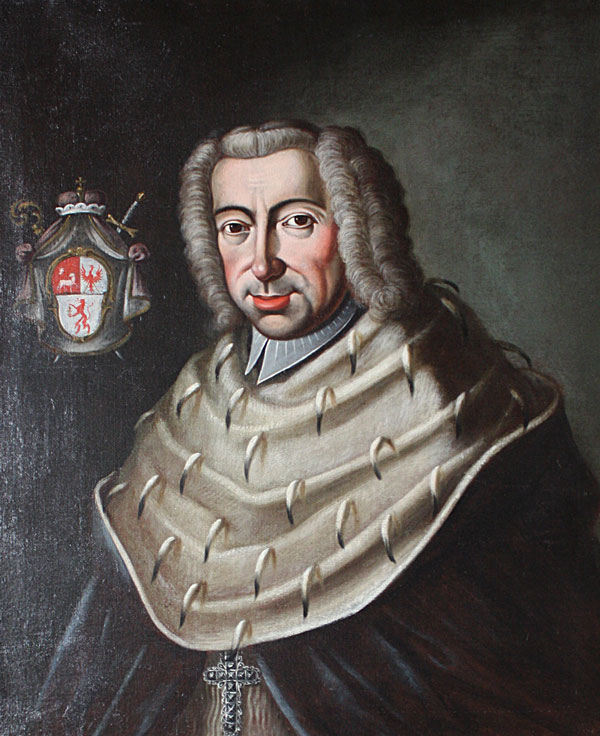
Fürstbischof Leopold Maria Joseph von Spaur

Leopold Maria Joseph Reichsgraf von Spaur (* 10. Mai 1696 in Innsbruck; † 31. Dezember 1778) war Fürstbischof von Brixen.
Er entstammte dem Tiroler Adelsgeschlecht der Spaur. Seine Eltern waren Johann Anton II. Reichsgraf von Spaur, Regierungspräsident von Oberösterreich und Statthalter in Innsbruck und dessen Cousine Maria Magdalena Gräfin von Spaur. Die Brixener Bischöfe Ignaz von Spaur und Joseph von Spaur waren Neffen von Leopold.
Leopold studierte von 1712 bis 1715 an der Universität Innsbruck Philosophie und Jura und wurde zum Dr. phil promoviert. Im Anschluss studierte bis 1719 am Collegium Germanicum in Rom Theologie. Leopold empfing am 16. April 1719 in Rom die Priesterweihe. Er wurde 1720 Domherr in Brixen und nach kurz darauf Domdekan in Brixen. Am 18. Oktober 1747 wurde Leopold zum Bischof von Brixen gewählt, die päpstliche Bestätigung erfolgte am 19. Februar und die Konsekration am 28. April 1748.
Leopold ließ einen Neubau für das Priesterseminar errichten und gab ihm neue Statuten. Die von seinem Vorgänger ans Seminar berufenen Jesuiten ersetzte er durch Diözesanpriester. In seiner Amtszeit wurde der von seinem Vorgänger begonnene Umbau des Brixener Doms abgeschlossen. Leopold, der an der Volksbildung interessiert war, führte im Bistum die neue Schulordnung von Johann Ignaz von Felbiger ein. Den Versuchen Maria Theresias, den reichsfreien Status des Hochstifts einzuschränken, widersetzte er sich. Er weigerte sich 1765, die landesherrlichen Schulden zu übernehmen, die Ablehnung der Milizreform führte 1772 zu einer Besetzung der Stadt Brixen durch österreichische Truppen.
Im Jahr 1774 bat der gebrechliche Bischof das Domkapitel um die Bestellung eines Koadjutors. Gewählt wurde am 23. Juni 1775 Leopolds Neffe Ignaz von Spaur. Leopold starb am 31. Dezember 1778 und wurde im Brixener Dom bestattet.